# Panzi Gong
Panzi Gong (chinesisch 盤子功) ist die Kurzbezeichnung für die Qigong-Form der Gesundheitsübung mit der Tellerdrehung. Sie gehört zu den medizinischen Qigong-Formen und besteht aus 8 Übungen. Entwickelt wurde die Form 1998 an der Nanjing-Universität in China von Ding Hongyu. 2016 stellte Ding Hongyu eine zweite Form der Gesundheitsübung mit der Tellerdrehung vor, die als Panzi Gong II bezeichnet wird. Im Vergleich zu Panzi Gong I wurden die Übungsmenge, die Bewegungsspanne und der Schwierigkeitsgrad moderat erhöht und mit mehr sportlichen Aktivitäten verbunden. 

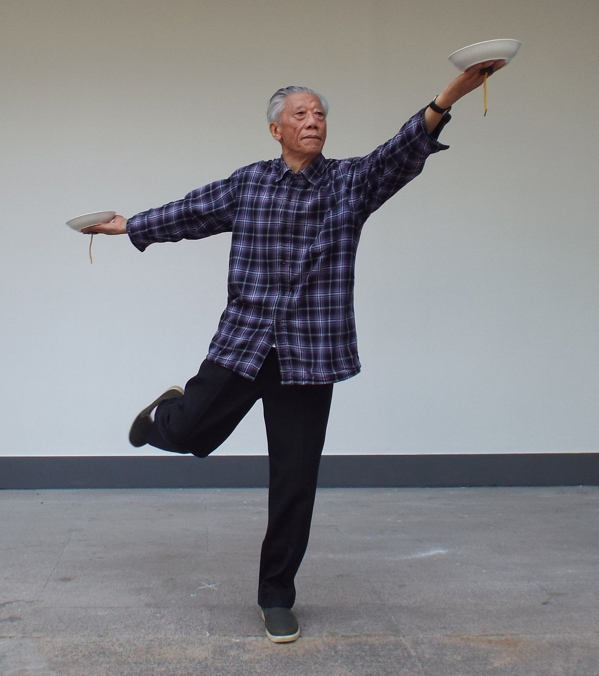
Ding Hongyu Panzi Gong II

## Besonderheiten
Die Übungen werden mit zwei Tellern ausgeführt. Dadurch wird gewährleistet, dass die Hände, die die Teller tragen, horizontal bleiben. Alle Bewegungen sind kreisförmig. Solche Bewegungen sind die beste Art der Bewegung beim Sport. Es wird weniger Energie und Kraft verbraucht. Die körperliche Wirkung ist groß. Es ist eine naturgemäße und sichere Art, Bewegungen auszuführen. Die Übung erweitert die körperliche Biegsamkeit und erhöht die Koordination der Bewegungen. Panzi Gong ergänzt Taiji Quan. Taiji Quan fordert z. B. „Zhong Zheng An Shu“ – gerade, senkrechte, entspannte Haltung von Kopf und Körper. Der Blick bleibt hauptsächlich auf Augenhöhe. Beim Panzi Gong dagegen übt man biegende und beugende Bewegungen mit verschiedenen Winkeln. So bekommt jeder Körperteil, jedes Gelenk einen „besonderen Reiz“ und wird durch die Übung trainiert.

## Die Übungen von Panzi Gong I
Anfang der Übung:
Die Füße parallel stellen, etwas breiter als die Schultern. Die Hände tragen die Teller, die Ellbogen dabei beugen. Die Teller sollen die gleiche Höhe wie die Brust haben. Den Blick gerade nach vorne richten. Den ganzen Körper entspannen und natürlich atmen, damit die Lebensenergie (Qi) in das untere Energiezentrum (Dantian) sinken kann.

### Übung 1: Auf der Erde fest stehen, den Himmel über dem Kopf

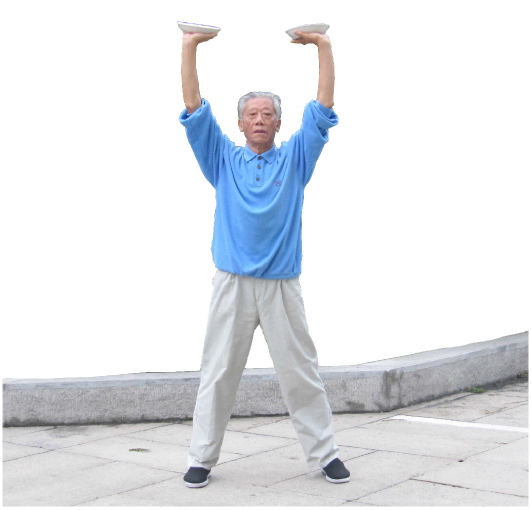
Übung 1

1. Mit der Einatmung den Körper nach links um 45° drehen. Die linke Hand dabei nicht bewegen. Die rechte Hand nach vorne strecken und anschließend in einem Bogen nach links führen. Den Schwerpunkt dabei auf das linke Bein verlagern. Mit der Ausatmung die rechte Hand zurück zur Anfangsposition bringen. 2. Das Gleiche wie oben beschrieben, nur in entgegengesetzter Richtung mit der linken Hand ausführen. 3. Bei der Einatmung die Hände nach vorn strecken und anschließend zu den Seiten führen. Bei der Ausatmung die Hände zurückführen zur Schulter (die Finger nach hinten). 4. Mit der Einatmung die Arme nach oben strecken. Die Hände halten weiterhin die Teller. Mit der Ausatmung die Hände in einem Bogen zurück zur Anfangsposition bringen. Die Aufmerksamkeit wird auf das Dantian gelenkt.

### Übung 2: Sonne und Mond schauen einander an

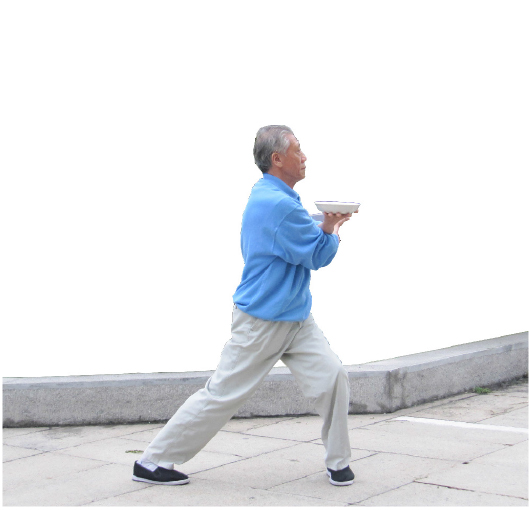
Übung 2

1. Mit der Einatmung die Hände vor der Brust kreuzen und nach vorne oben strecken. Die Teller sollen die gleiche Höhe wie der Kopf haben. Mit der Ausatmung beide Hände waagerecht nach außen führen. Gleichzeitig beide Knie beugen und die Stellung des Pferdes (Ma Bu) einnehmen. 2. Mit der Einatmung die Hände mit dem Körper nach links um 90° drehen. Den linken Fuß nicht bewegen, auf der rechten Fußspitze nach außen drehen, dann die rechte Fußsohle aufsetzen zur T-Stellung (Ding Bu). Mit der Ausatmung beide Hände vor der Brust kreuzen, die Teller sollen dieselbe Höhe wie die Schultern haben. 3. Mit der Einatmung die Hände waagerecht zur Seite führen. Die Füße bewegen sich dabei nicht. Mit der Ausatmung den Körper um 90° nach rechts drehen und den rechten Fuß zurück zur Startposition bringen. Dabei die Hände waagerecht halten. 4. Mit der Einatmung die Hände zurück zur Schulter bringen, die Finger zeigen nach hinten. Mit der Ausatmung die Hände in einem Bogen nach unten zurück zur Anfangsposition führen.
Die Aufmerksamkeit wird auf den Ming-Men-Punkt gelenkt.

### Übung 3: Den Teller in Richtung des kleinen Fingers drehen

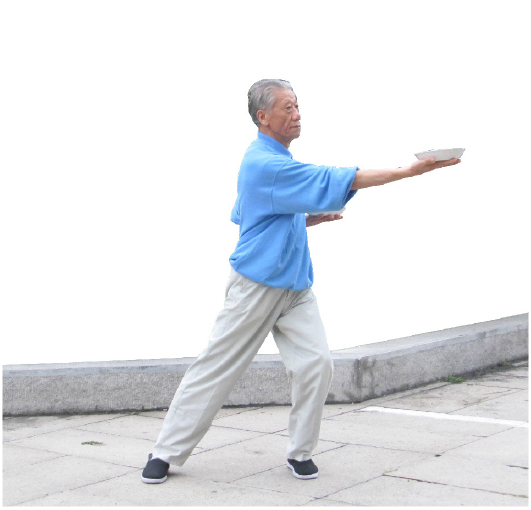
Übung 3

1. Bei der Einatmung mit der rechten Hand einen flachen Kreis nach links machen. Gleichzeitig das Gewicht auf das linke Bein verlagern zu einem seitlichen Bogenschritt links (Gong Bu). 2. Mit der Ausatmung die rechte Hand vor der Brust in Richtung des kleinen Fingers drehen und dabei nach rechts strecken. Gleichzeitig das Gewicht auf das rechte Bein verlagern zu einem seitlichen Bogenschritt rechts (Gong Bu). 3. Mit der Einatmung nun die rechte Hand nach links oben führen. Das Gewicht dabei wieder auf das linke Bein zurück verlagern zu einem erneuten seitlichen Bogenschritt links (Gong Bu). 4. Mit der Ausatmung die rechte Hand über und hinter den Kopf drehen, den Oberkörper dabei nach hinten neigen wie einen Bogen. Gleichzeitig den Blick zum Himmel richten. Die Bewegung weiterführen bis zur Anfangsposition. Die Aufmerksamkeit ist auf den Lao-Gong-Punkt gerichtet.

### Übung 4: Den Teller in Richtung des Daumens drehen

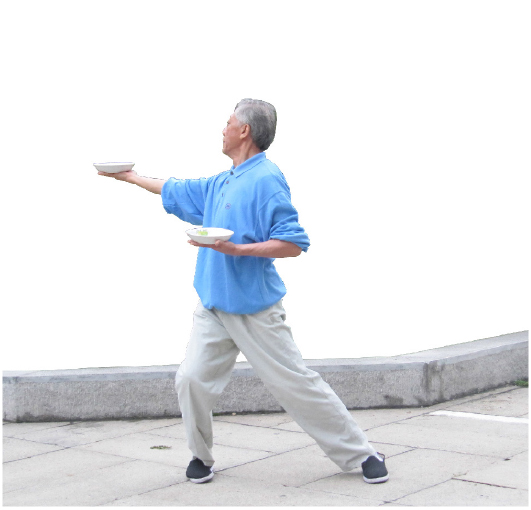
Übung 4

1. Mit der Einatmung die rechte Hand nach links strecken. Gleichzeitig das Gewicht nach links verlagern zu einem seitlichen Bogenschritt links (Gong Bu). Nun die rechte Hand kreisförmig vor der Brust nach rechts führen. Dabei das Gewicht nach rechts verlagern, zu einem seitlichen Bogenschritt rechts (Gong Bu). 2. Bei der Ausatmung die rechte Hand in einem Kreis nach rechts oben bringen, anschließend die Hand bogenförmig nach links hinter und über den Kopf führen. 3. Mit der Einatmung die rechte Hand, der Handrücken schaut dabei nach unten, nach rechts führen. Das Gewicht dabei wieder zu einem seitlichen Bogenschritt rechts (Gong Bu) verlagern. 4. Bei der Ausatmung die rechte Hand seitlich vom Körper drehen, unterhalb der Achselhöhle, und die Hand zurück zur Anfangsposition bringen. Die Aufmerksamkeit ist auf den Lao-Gong-Punkt gerichtet.

### Übung 5: Der Phönix dreht sich wirbelnd

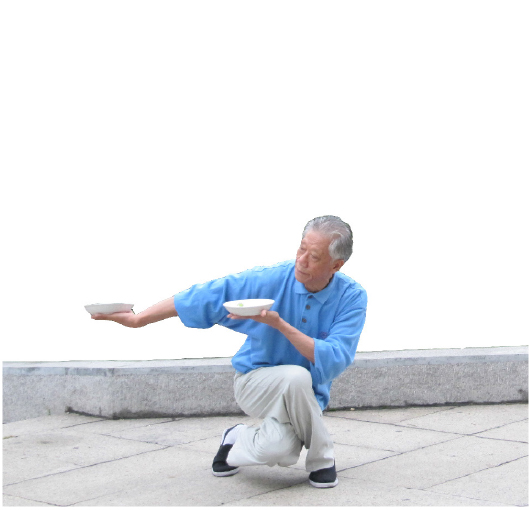
Übung 5

1. Während der Einatmung werden die Hände von ihrer Anfangsposition vor der Brust in einem Halbkreis von rechts nach links bis auf Schulterhöhe geführt. 2. Mit der Ausatmung die rechte Hand unter der Achselhöhle durchführen und nach rechts strecken. Gleichzeitig dabei den linken Fuß hinter den rechten Fuß setzen und nach unten gehen zur Stellung des Ruhenden Schrittes (Xie Bu). 3. Bei der Einatmung den Körper um 180° nach links drehen, darauf achten, dass der Körper in aufrechter Position bleibt. (Die Stellung der Hände verändert sich dabei nicht.) 4. Mit der Ausatmung die rechte Hand weiter nach oben hinter den Kopf bringen, gleichzeitig dabei die linke Hand nach rechts vorne strecken. Anschließend die Hände wieder zurück zur Anfangsposition bringen. Die Aufmerksamkeit ist auf das Dantian gerichtet.

### Übung 6: Zwei Drachen spielen im Wasser

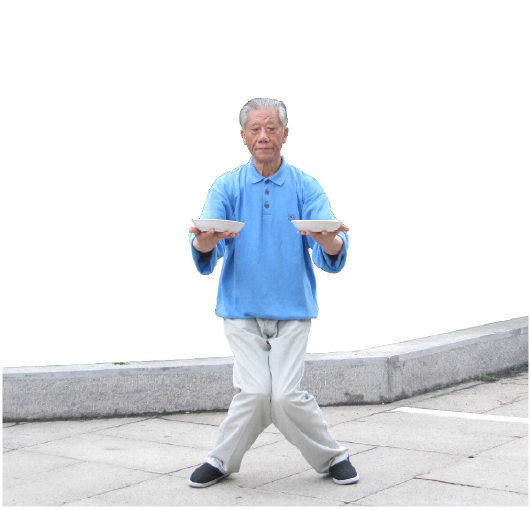
Übung 6

1. Während der Einatmung mit beiden Händen einen Kreis nach außen und vorne beschreiben. Mit der Ausatmung den Schwerpunkt nach unten verlagern, indem man die Knie beugt und zusammenbringt. Gleichzeitig werden dabei die Hände zur Körpermitte weitergeführt. 2. Die gleiche Bewegung wie in 1 wiederholen. 3. Bei der Einatmung den Körper 30° nach rechts drehen. Beide Hände zur Seite öffnen (die linke Hand wird dabei nach vorne gestreckt, die rechte nach hinten). Beim Ausatmen den Körper nach links vorne drehen. Gleichzeitig mit der linken Hand einen flachen Kreis nach links machen, der auf Schulterhöhe endet. Die rechte Hand und der rechte Fuß werden dabei zeitgleich in einem Bogen vor den Körper gebracht. 4. Mit der Einatmung die linke Hand nach oben strecken. Die rechte Hand dabei auf Höhe des Bauches nach unten führen. Gleichzeitig den rechten Fuß nach vorne aufsetzen zur Stellung des Leeren Schrittes (Xu Bu). Mit der Ausatmung die linke Hand zur linken Seite hin bis auf Höhe der Schulter herunterführen, die rechte Hand zur rechten Seite führen und bis Schulterhöhe steigen lassen, gleichzeitig den rechten Fuß etwas anheben. Anschließend Hände und Fuß wieder zur Anfangsposition bringen. Die Aufmerksamkeit wird auf den Ming-Men-Punkt gelenkt.

### Übung 7: Den Vogel in den Wald zurückschicken

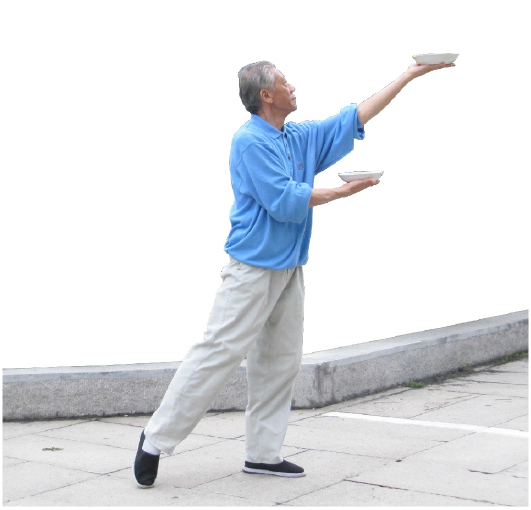
Übung 7

1. Bei der Einatmung mit beiden Händen einen flachen Kreis nach links machen. Der Körperschwerpunkt verlagert sich durch das Beugen der Knie. (D.h. der Körper- schwerpunkt wird mit der Beugebewegung erst auf das linke Bein, dann weiter auf das rechte Bein verlagert. Dabei werden die Hände zur Körpermitte gebracht.) 2. Mit der Ausatmung nach links einen zweiten Kreis machen, die linke Hand dabei nach links drehen und den rechten Arm nach vorne strecken, das Körpergewicht wird dabei auf das linke Bein verlagert. Anschließend das Körpergewicht auf das rechte Bein verlagern und die linke Fußspitze dabei vom Boden anheben. Gleichzeitig die linke Hand zurücknehmen auf Hüfthöhe und die rechte Hand auf Brusthöhe führen. 3. Mit der Einatmung das Körpergewicht nach vorne verlagern. Die linke Hand von unterhalb der Achselhöhle nach vorne oben strecken. Gleichzeitig die rechte Hand unter die linke Achselhöhle führen. Den Körperschwerpunkt durch Lösen der rechten Ferse vom Boden auf das linke Bein verlagern, um die Stellung des Leeren Schrittes (Xu Bu) einzunehmen. 4. Mit der Ausatmung den Körperschwerpunkt durch Aufsetzen der Ferse wieder senken und dabei den Körper nach rechts drehen. Gleichzeitig die rechte Hand nach rechts bringen und anschließend die Hände zur Anfangsposition führen. Die Aufmerksamkeit wird auf den Lao-Gong-Punkt gelenkt.
Hinweis: Bei der Übung 1 – 7 die Bewegungen 1 – 4 der Übungen zur anderen Seite wiederholen bzw. ein zweites Mal ausführen.

### Übung 8: Yin und Yang ausgleichen
Teil 1: Den Körper nach vorne und hinten pendeln

1. Mit der Einatmung die Hände in einem flachen Kreis nach vorne führen (bis vor die Mitte des Bauches, die Knie sind leicht gebeugt). Die Körperachse bleibt immer senkrecht. 2. Mit der Ausatmung die Hände zu den Seiten öffnen und dabei das Körpergewicht nach hinten pendeln lassen. Den Blick dabei zur linken Hand richten. 3. Bei der Einatmung noch einmal mit den Händen einen flachen Kreis nach vorne machen. Die Hände wieder vor dem Bauch schließen, dabei die Knie leicht beugen und die senkrechte Körperachse beibehalten. 4. Bei der Ausatmung die Hände wieder zu den Seiten öffnen und dabei das Körpergewicht nach hinten pendeln lassen. Den Blick dabei zur rechten Hand richten.
Teil 2: Den Körper nach links und rechts pendeln

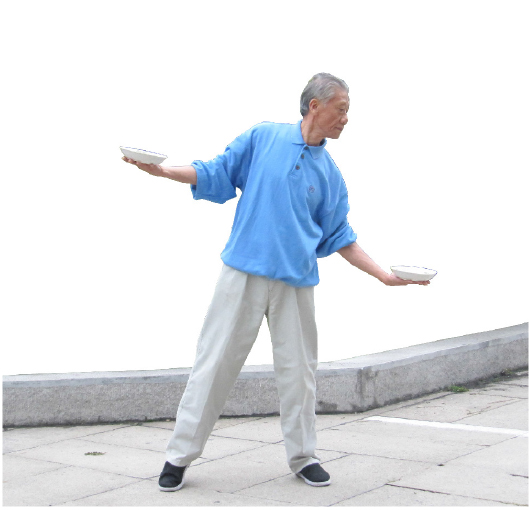
Übung 8

1. Mit der Einatmung pendelt der Körper nach links (der Schwerpunkt wird dabei auf das linke Bein verlagert). Gleichzeitig pendelt die linke Hand leicht nach unten und die rechte Hand leicht nach oben. Der Blick wird zur linken Hand gerichtet. 2. Mit der Ausatmung den Schwerpunkt nun auf das rechte Bein verlagern (der Körper pendelt nach rechts). Gleichzeitig pendelt die rechte Hand leicht nach unten und die linke Hand leicht nach oben. Der Blick wird zur rechten Hand gerichtet. 3. Die gleiche Bewegung wie 1. 4. Die gleiche Bewegung wie 2.

## Filme
- Gesundheitsübung mit der Tellerdrehung - Panzi Gong.